# Samir Mutawalli
Samir Abd ar-Rahman Mutawalli (arab. سمير عبد الرحمن متولي) – egipski zapaśnik walczący w stylu wolnym. Złoty medalista mistrzostw Afryki w 1985. Piąty w Pucharze Świata w 1985 roku.